# جورج وينثروب فيرتشايلد
جورج وينثروب فيرتشايلد هو شخصية أعمال وسياسي أمريكي، ولد في 6 مايو 1854 في أونيونتا في الولايات المتحدة، وتوفي في 31 ديسمبر 1924 في نيويورك في الولايات المتحدة. نشط حزبياً في الحزب الجمهوري. وقد انتخب عضو مجلس النواب الأمريكي ‏.